# Municipio de Pesquería
El municipio de Pesquería es uno de los 51 municipios del estado mexicano de Nuevo León. Su cabecera es la localidad de Pesquería.

## Geografía
El municipio de Pesquería colinda al norte con los municipios de General Zuazua, Marín y Doctor González; al este con el municipio de Los Ramones; al sur con los municipios de Cadereyta Jiménez y González; y al oeste con el municipio de Apodaca.

## Localidades
El municipio de Pesquería cuenta con 119 localidades.
| Localidad              | Población (2020) |
| ---------------------- | ---------------- |
| Pesquería              | 48 069           |
| Valle de Santa María   | 40 703           |
| Colinas del Aeropuerto | 33 108           |

## Gobierno
| Presidente municipal              | Periodo   | Partido | Partido                              |
| --------------------------------- | --------- | ------- | ------------------------------------ |
| Eugenio Peña                      | 1939-1940 |         | Partido de la Revolución Mexicana    |
| Alejandro N. Guerra               | 1941-1942 |         | Partido de la Revolución Mexicana    |
| Desiderio Cantú                   | 1943-1945 |         | Partido de la Revolución Mexicana    |
| Ignacio Guerra                    | 1946-1948 |         | Partido Revolucionario Institucional |
| Alejandro N. Guerra               | 1949-1951 |         | Partido Revolucionario Institucional |
| Ismael Garza Guerra               | 1952-1954 |         | Partido Revolucionario Institucional |
| Librado González                  | 1955-1957 |         | Partido Revolucionario Institucional |
| Clemente Chapa Villarreal         | 1958-1960 |         | Partido Revolucionario Institucional |
| Rogelio Cantú Cantú               | 1961-1963 |         | Partido Revolucionario Institucional |
| Desiderio Cantú Garza             | 1964-1966 |         | Partido Revolucionario Institucional |
| Abel Elizondo de la Garza         | 1967-1969 |         | Partido Revolucionario Institucional |
| Cristóbal González Elizondo       | 1970-1971 |         | Partido Revolucionario Institucional |
| Baldemar González Lozano          | 1972-1973 |         | Partido Revolucionario Institucional |
| Rodolfo Guerra Garza              | 1974-1976 |         | Partido Revolucionario Institucional |
| Jaime González Lozano             | 1977-1979 |         | Partido Revolucionario Institucional |
| Humberto González Elizondo        | 1980-1982 |         | Partido Revolucionario Institucional |
| José Rolando Chapa Guerra         | 1983-1985 |         | Partido Revolucionario Institucional |
| Andrés Reyna Gómez                | 1986-1988 |         | Partido Revolucionario Institucional |
| Artemio Treviño Guajardo          | 1989-1991 |         | Partido Revolucionario Institucional |
| Rogelio González Guajardo         | 1992-1994 |         | Partido Revolucionario Institucional |
| Jesús M. Lizárraga Lozano         | 1994-1997 |         | Partido Revolucionario Institucional |
| Yolanda Pérez Zapata              | 1997-2000 |         | Partido Revolucionario Institucional |
| Jesús Óscar González Guajardo     | 2000-2003 |         | Partido Revolucionario Institucional |
| María Ángela Guerrero Nava        | 2003-2006 |         | Partido de la Revolución Democrática |
| Miguel Ángel Lozano Munguía       | 2006-2009 |         | Partido Revolucionario Institucional |
| Rogelio Alejandro Pérez Arrambide | 2009-2012 |         | Partido Revolucionario Institucional |
| José Gloria López                 | 2012-2015 |         | Partido Acción Nacional              |
| Miguel Ángel Lozano Munguía       | 2015-2018 |         | Partido Revolucionario Institucional |
| Miguel Ángel Lozano Munguía       | 2018-2021 |         | Partido Revolucionario Institucional |
| Iván Patricio Lozano Ramos        | 2021-2024 |         | Partido Acción Nacional              |